# Diocesi di Legnica
La diocesi di Legnica (in latino Dioecesis Legnicensis) è una sede della Chiesa cattolica in Polonia suffraganea dell'arcidiocesi di Breslavia. Nel 2023 contava 781.430 battezzati su  803.980 abitanti. È retta dal vescovo Andrzej Siemieniewski.
Ha come patroni i santi apostoli Pietro e Paolo, san Giuseppe e sant'Edvige di Andechs.

## Territorio
La diocesi comprende la parte occidentale del voivodato della Bassa Slesia.
Sede vescovile è la città di Legnica, dove si trova la cattedrale dei Santi Pietro e Paolo. Nella diocesi sorgono anche 4 basiliche minori: la basilica dei Santi Erasmo e Pancrazio a Jelenia Góra; la basilica di Sant'Edvige a Legnickie Pole; la basilica dell'Assunzione della Beata Vergine Maria a Krzeszów (voivodato della Bassa Slesia); e la basilica dell'Assunzione della Beata Vergine Maria e San Nicola a Bolesławiec.
Il territorio è suddiviso in 29 decanati e in 238 parrocchie.

## Storia
La diocesi è stata eretta il 25 marzo 1992 da papa Giovanni Paolo II con la bolla Totus tuus Poloniae populus, ricavandone il territorio dall'arcidiocesi di Breslavia.
Il 25 marzo 1993 è stato istituito il seminario maggiore diocesano.
Il 7 ottobre 1993, con la lettera apostolica Christifideles dioecesis, papa Giovanni Paolo II ha confermato i Santi Pietro e Paolo patroni principali della diocesi, e San Giuseppe, invocato con il titolo di «Custode del Redentore» (Redemptoris custos), patrono secondario.
Nel mese di giugno del 1997 ha ricevuto la visita pastorale dello stesso papa Giovanni Paolo II.
Il 24 febbraio 2004 ha ceduto una porzione del suo territorio a vantaggio dell'erezione della diocesi di Świdnica.

## Cronotassi dei vescovi
Si omettono i periodi di sede vacante non superiori ai 2 anni o non storicamente accertati.
- Tadeusz Rybak † (25 marzo 1992 - 19 marzo 2005 ritirato)
- Stefan Cichy (19 marzo 2005 - 16 aprile 2014 ritirato)
- Zbigniew Kiernikowski (16 aprile 2014 - 28 giugno 2021 ritirato[3])
- Andrzej Siemieniewski, dal 28 giugno 2021

## Statistiche
La diocesi nel 2023 su una popolazione di 803.980 persone contava 781.430 battezzati, corrispondenti al 97,2% del totale.
| anno | popolazione | popolazione | popolazione | presbiteri | presbiteri | presbiteri | presbiteri                | diaconi | religiosi | religiosi | parrocchie |
| anno | battezzati  | totale      | %           | numero     | secolari   | regolari   | battezzati per presbitero | diaconi | uomini    | donne     | parrocchie |
| ---- | ----------- | ----------- | ----------- | ---------- | ---------- | ---------- | ------------------------- | ------- | --------- | --------- | ---------- |
| 1999 | 1.111.685   | 1.141.308   | 97,4        | 529        | 436        | 93         | 2.101                     |         | 103       | 303       | 291        |
| 2000 | 1.111.143   | 1.141.125   | 97,4        | 539        | 446        | 93         | 2.061                     |         | 101       | 298       | 290        |
| 2001 | 1.111.123   | 1.140.021   | 97,5        | 552        | 454        | 98         | 2.012                     |         | 106       | 300       | 294        |
| 2002 | 1.084.000   | 1.120.000   | 96,8        | 555        | 468        | 87         | 1.953                     |         | 96        | 280       | 294        |
| 2003 | 983.840     | 1.051.984   | 93,5        | 574        | 476        | 98         | 1.714                     |         | 110       | 260       | 294        |
| 2013 | 760.328     | 833.739     | 91,2        | 481        | 410        | 71         | 1.580                     |         | 81        | 188       | 241        |
| 2016 | 745.000     | 828.000     | 90,0        | 515        | 412        | 103        | 1.446                     |         | 104       | 188       | 239        |
| 2019 | 816.100     | 839.700     | 97,2        | 470        | 378        | 92         | 1.736                     |         | 97        | 157       | 238        |
| 2021 | 780.140     | 802.700     | 97,2        | 487        | 387        | 100        | 1.601                     |         | 105       | 150       | 238        |
| 2023 | 781.430     | 803.980     | 97,2        | 485        | 383        | 102        | 1.611                     | 3       | 107       | 150       | 238        |

## Galleria d'immagini

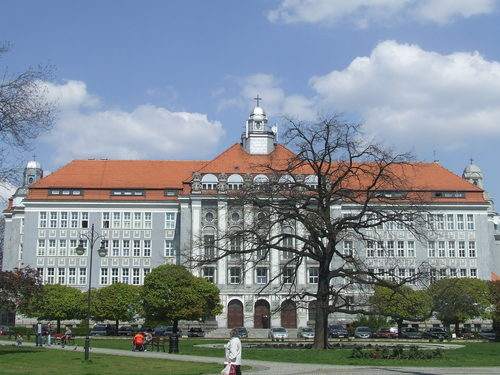
La sede della curia e del seminario diocesano
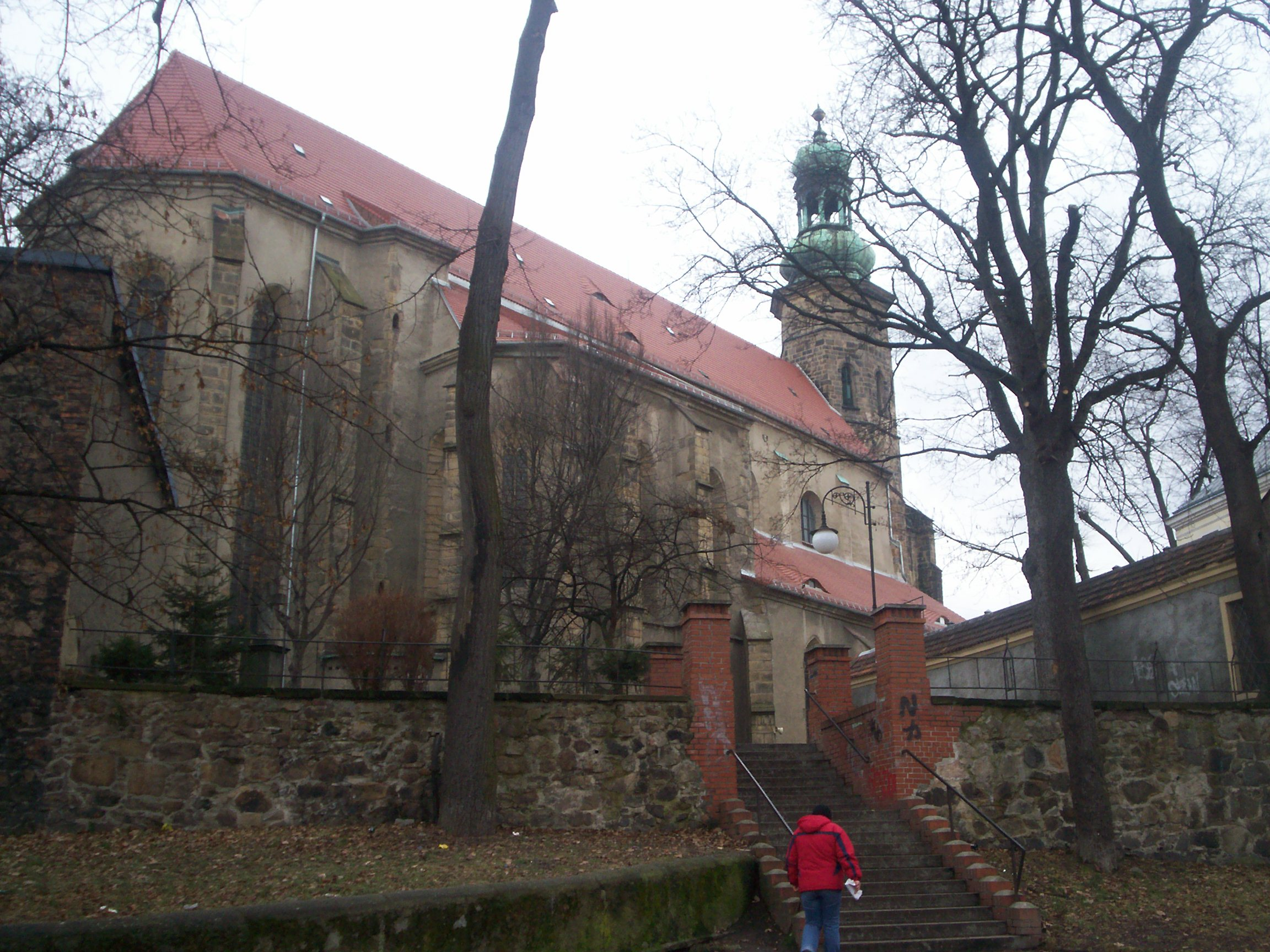
La basilica dei Santi Erasmo e Pancrazio a Jelenia Góra
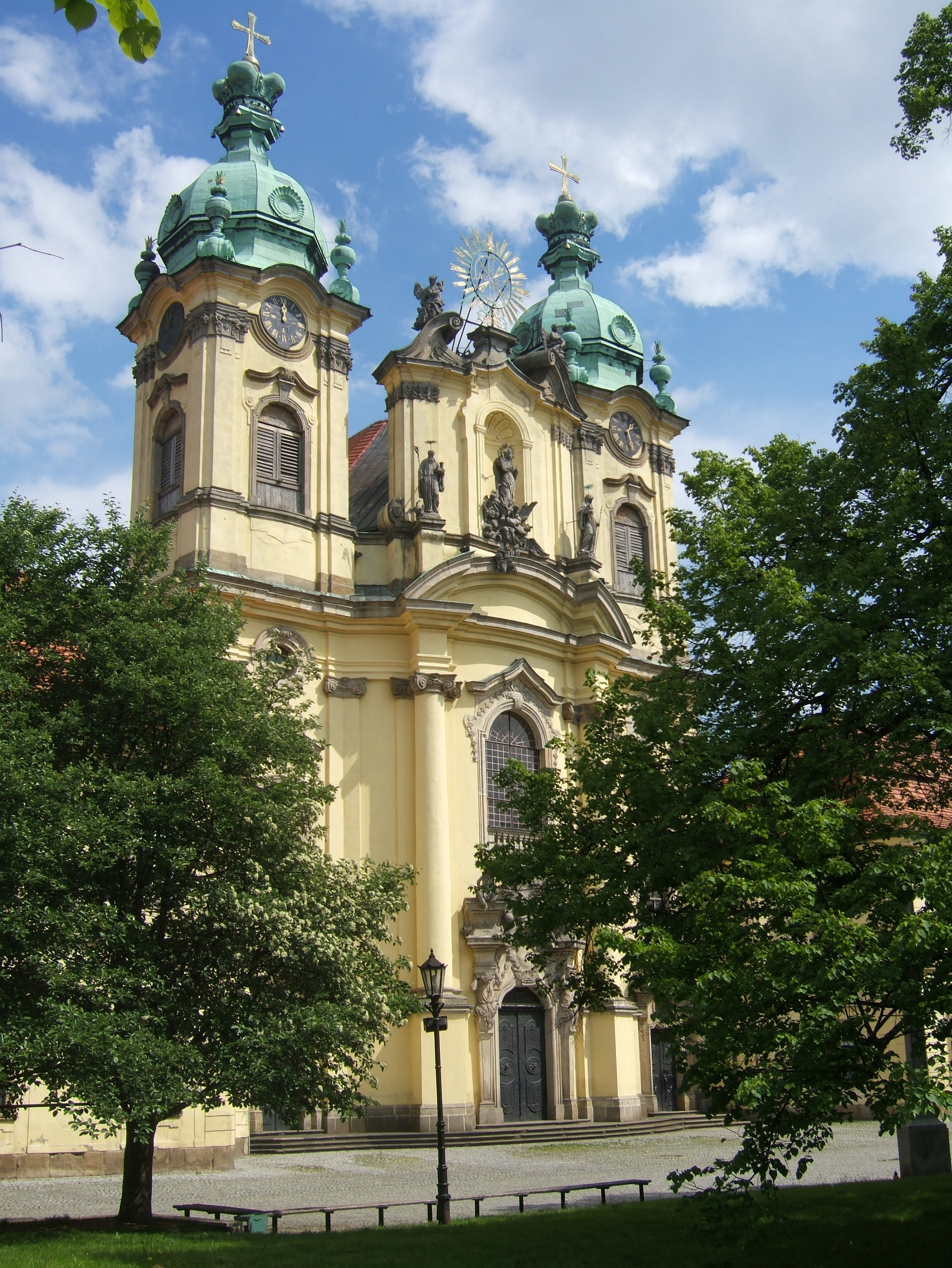
La basilica di Sant'Edvige a Legnickie Pole
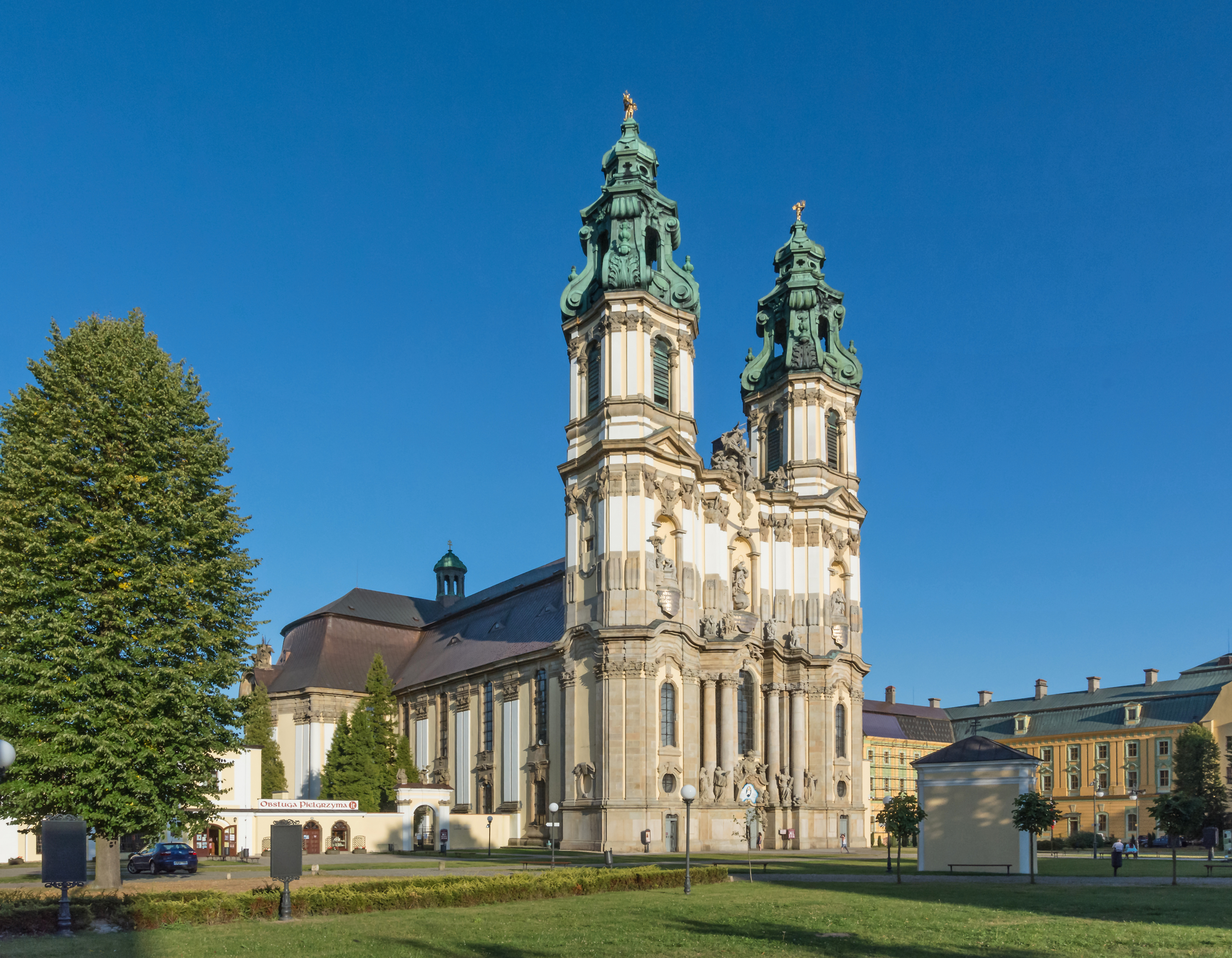
La basilica dell'Assunzione della Beata Vergine Maria a Krzeszów
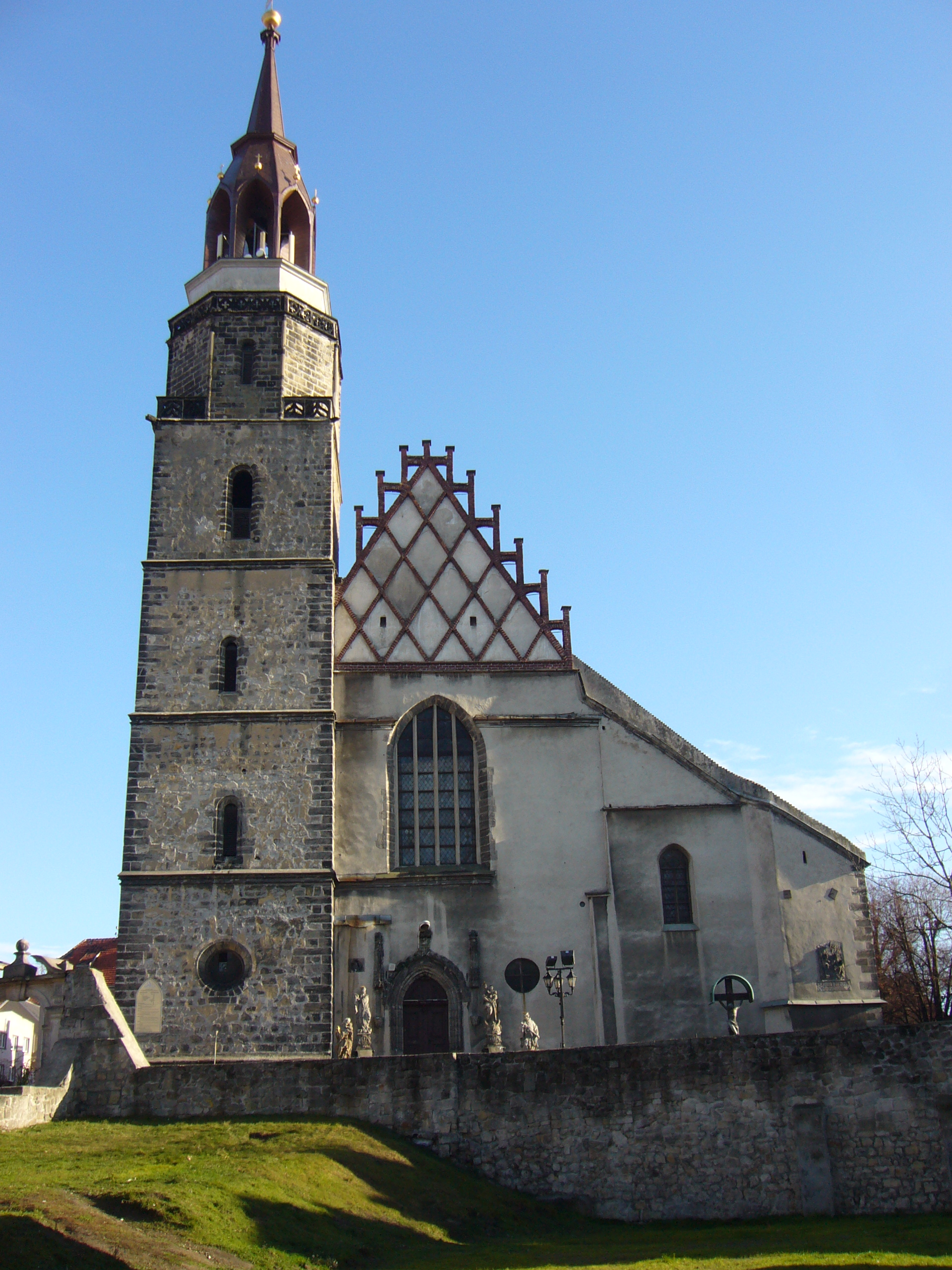
La basilica dell'Assunzione della Beata Vergine Maria e San Nicola a Bolesławiec
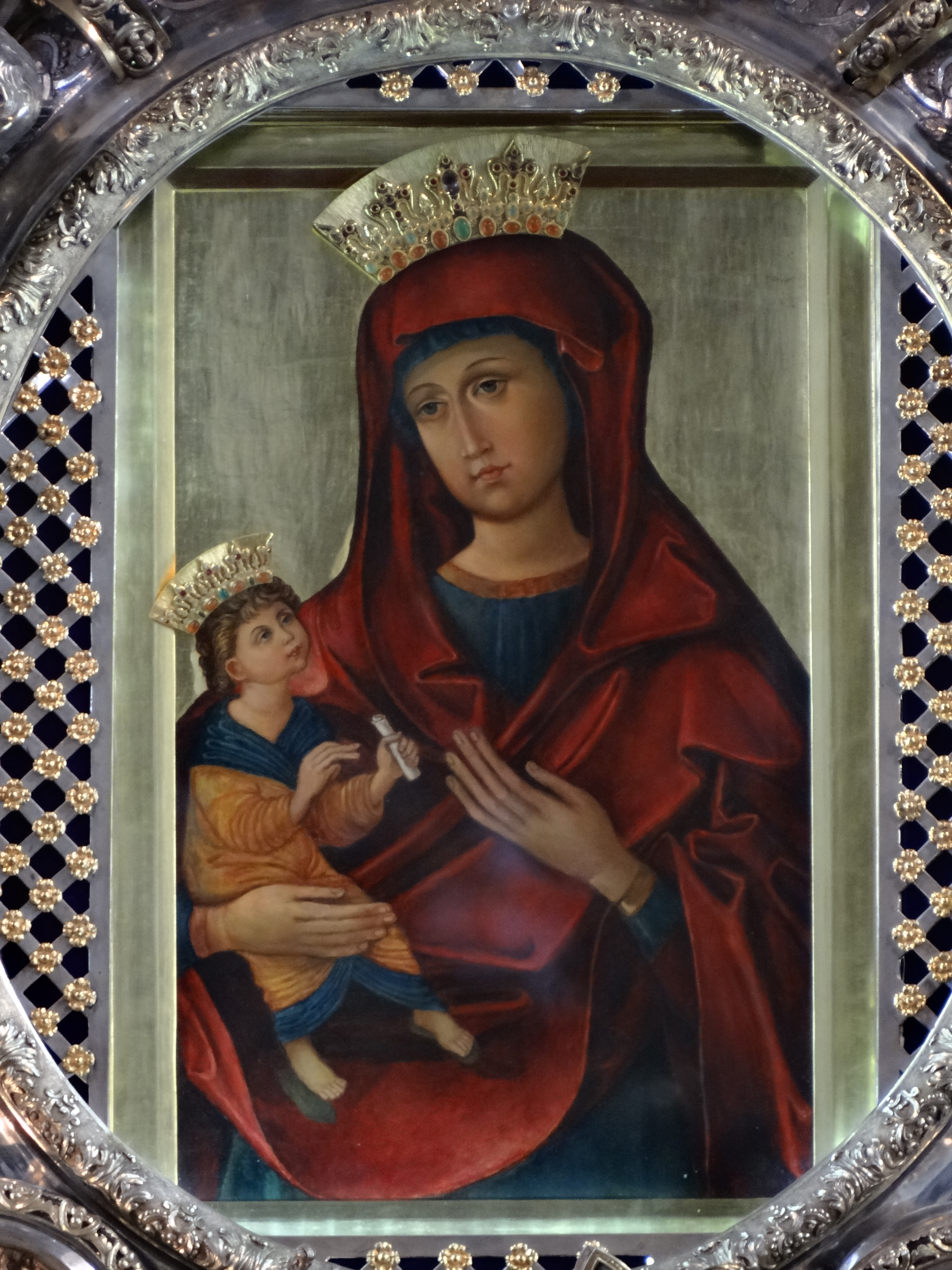
L'icona della Madonna delle Grazie - Regina dei Sudeti nel santuario di Krzeszów